# Laghi di Bagno
I laghi di Bagno sono due laghetti di forma circolare posti nel territorio di Bagno, frazione dell'Aquila.

## Descrizione
I laghi si trovano a valle ed a monte dell'abitato di Civita di Bagno, a sud dell'Aquila ed alle pendici del gruppo montuoso di Monte Ocre-Monte Cagno. Il primo, a valle — di circa 220 metri di diametro e 0,37 km² di superficie — prende anche il nome di Lago di Civita o di San Raniero mentre il secondo, a monte  — di circa 160 metri di diametro e 0,20 km² di superficie — prende il nome di Lago di San Giovanni; quest'ultimo è posto al confine con il territorio del comune di Ocre. Distano circa 650 metri tra loro.
I due invasi, alimentati dallo scioglimento delle nevi dei monti circostanti, vennero ingranditi a partire dal 1956 su indicazione dell'onorevole Vincenzo Rivera; contestualmente venne realizzata una canalizzazione per l'irrigazione dei terreni limitrofi.
Insieme al lago Sinizzo posto nel territorio del vicino comune di San Demetrio ne' Vestini, e al Lago Vetoio, rappresentano i maggiori specchi d'acqua della media Valle dell'Aterno e sono meta di villeggianti aquilani e turisti nei week-end e nella stagione estiva.